# Amédée Vignola
Pour les articles homonymes, voir Vignola (homonymie).
Amédée Vignola, né le 11 février 1862 à Toulouse et mort le 10 octobre 1939 à Wavignies, est un artiste français, surtout connu comme dessinateur humoristique et caricaturiste.

## Biographie

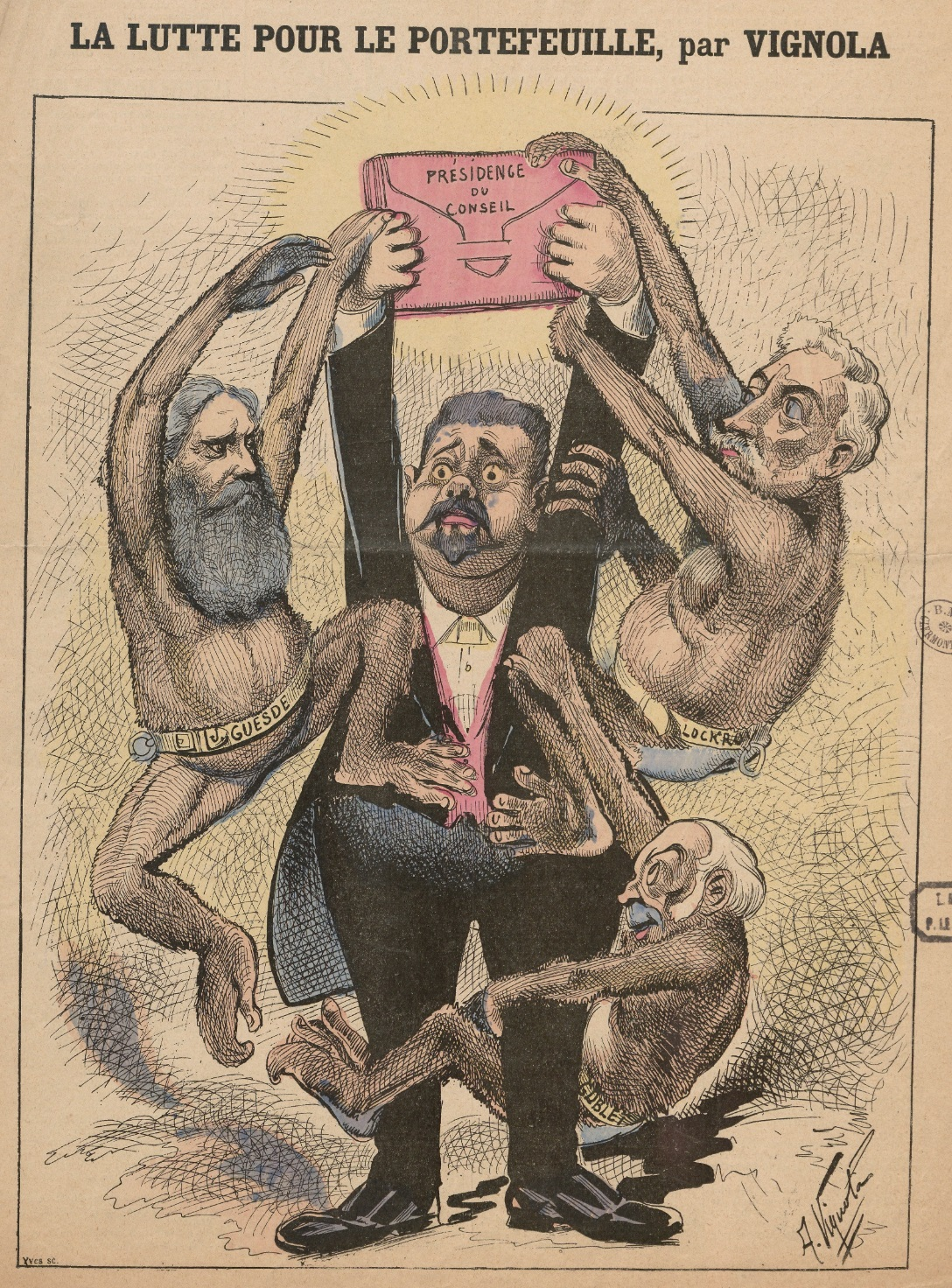
« La Lutte pour le portefeuille », Le Pilori, 24 septembre 1893.

Né le 11 février 1862 au no 29 de la rue du Rempart Matabiau, à Toulouse, Joseph-Amédé-Antoine Vignola est le fils d'Antoinette Brousset et de Jean-Baptiste Vignola, ancien percepteur.
Amédée Vignola débute comme dessinateur humoristique dès les années 1880. En 1886, il collabore ainsi au Moustique de Toulouse, un hebdomadaire satirique conservateur. Au début de la décennie suivante, il s'installe à Paris, où il se mêle au milieu artistique monmartrois. En 1891, il est condamné par défaut à deux mois de prison et 3 000 francs d'amende pour outrage aux bonnes mœurs en raison d'un dessin publié dans L’Écho du boulevard.
Vignola a illustré plusieurs textes de son ami Léon Durocher, tels que Le Percement de l'isthme de Corinthe, une fantaisie transposant le scandale de Panama dans la Grèce antique (publiée en 1893 dans L'Univers illustré puis en volume chez H. Simonis Empis), ou Le Rameau d'Or (1894).

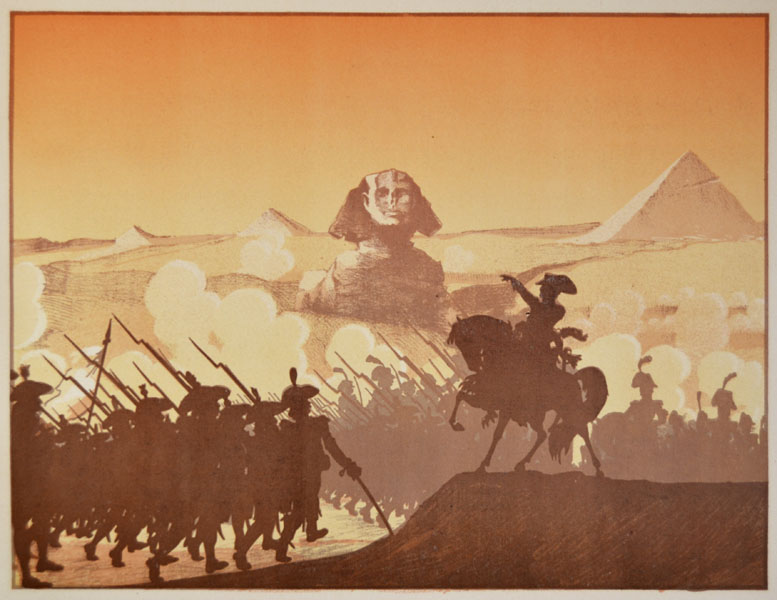
Quatorzième tableau du Sphinx (1896).

Dès 1894, Vignola dessine pour le théâtre d'ombres. Dans ce domaine, son œuvre la plus réputée est Le Sphinx, créé au Chat noir en janvier 1896 (texte et partition de Georges Fragerolle). On y voyait les silhouettes des différentes civilisations se succéder, depuis l'Antiquité jusqu'à la fin du monde, devant le sphinx de Gizeh. Très bien accueillie par la critique, l’œuvre est présentée chez le comte de Lariboisière en l'honneur du prince Henri d'Orléans. La même année, Vignola réalise les ombres de l'épopée Hélène de son ami Durocher (musique de Pierre Kunc) pour la soirée inaugurale du théâtre Pompadour. En 1899, le dessinateur installe un théâtre d'ombres et de marionnettes à tiges dans les anciens locaux du théâtre Mondain. En référence à ces pantins et à leur créateur, la salle est baptisée « théâtre des Vignolettes ». Celle-ci ayant fermé ses portes avant la fin de l'année, c'est au Grand-Guignol que Vignola présente les ombres d’Au Drapeau ! (texte de Gaston Guérin et musique de Paul Marcelles) en décembre 1899.
À partir de 1900, Vignola publie des livres (comme Toutes les Femmes, études) puis des revues (L’Étude académique, Mes Modèles, Le Document photographique, L'Humanité féminine) présentant complaisamment des dessins et des photographies de femmes nues sous des prétextes artistiques ou ethnographiques.
Dans un tout autre registre, Vignola crée dès 1908 des pièces d'ombres religieuses pour la Bonne Presse. Cette maison d'édition catholique lui commandera également d'autres œuvres, dont des films fixes, au cours de l'entre-deux-guerres.
Son fils, Lucien Vignola, télégraphiste, est mort lors du naufrage du Natal en 1917.
Amédée Vignola est mort en 1939.

## Collaborations
- L'Art et la Mode[19]
- L'Assaut (journal de Lucien Pemjean)[20]
- La Caricature[21]
- Le Costume au théâtre[22]
- La Croix[23]
- L’Écho du boulevard[3]
- Fin de siècle[24]
- Le Gaulois du dimanche[25]
- La Jeune Garde[26]
- Le Journal[27]
- Le Journal amusant[28]
- Le Monde illustré[29]
- Le Pilori[30]
- Le Triboulet[31]
- L'Univers illustré[32]
- La Vie parisienne[33]